# Blanca Apilánez
Blanca Apilánez Fernández (Vitoria, Álava, 21 de enero de 1961) es una actriz española

## Filmografía

### Largometrajes
| Año  | Títilo                                         | Personaje                              | Dirección                 |
| ---- | ---------------------------------------------- | -------------------------------------- | ------------------------- |
| 1986 | Tiempo de silencio                             | Pilar                                  | Vicente Aranda            |
| 1988 | El Lute II: mañana seré libre                  | María                                  | Vicente Aranda            |
| 1993 | El amante bilingüe                             | Carmen                                 | Vicente Aranda            |
| 1994 | La pasión turca                                | Felisa                                 | Vicente Aranda            |
| 1995 | Nadie hablará de nosotrascuando hayamos muerto | Cajera                                 | Agustín Díaz Yanes        |
| 1996 | Libertarias                                    | Aura                                   | Vicente Aranda            |
| 1998 | La mirada del otro                             | Isabel                                 | Vicente Aranda            |
| 1999 | Entre las piernas                              | Carola                                 | Manuel Gómez Pereira      |
| 2003 | Palabras encadenadas                           | Poli 1                                 | Laura Mañá                |
| 2005 | Tapas                                          | Carmen                                 | José Corbacho y Juan Cruz |
| 2006 | La línea recta                                 | Rosa                                   | José María de Orbe        |
| 2006 | Mujeres en el parque                           | Ana                                    | Felipe Vega               |
| 2008 | Animales de compañía                           |                                        | Nicolás Muñoz             |
| 2008 | Cobardes                                       | Tutora                                 | José Corbacho             |
| 2008 | El patio de mi cárcel                          | Cristina                               | Belén Macías              |
| 2009 | La vida empieza hoy                            | Silvia                                 | Laura Mañá                |
| 2010 | La Extraña                                     | Carmen                                 | Feo Aladag                |
| 2011 | La voz dormida                                 | Doña María                             | Benito Zambrano           |
| 2013 | Marsella                                       | Susana Directora del Centro de Acogida | Belén Macías              |
| 2015 | Requisitos para ser una persona normal         | Estefanía                              | Leticia Dolera            |
| 2016 | Kiki, el amor se hace                          | Ginecóloga                             | Paco León                 |
| 2019 | Madre                                          | Madre de Marta                         | Rodrigo Sorogoyen         |
| 2022 | La Cima                                        | Teresa                                 | Ibon Cormenzana           |
| 2022 | Un año, una noche                              | Madre de Ramón                         | Isaki Lacuesta            |

### Cortometrajes
- Morir cada día de Aitor Echeverría (2010). Premio Mejor interpretación en el Festival CreatRivas 2012.
- Palos de ciego amor, de Miguel del Arco. Kamikaze producciones.
- Mala Espina, de Belén Macías. Premio Mejor Interpretación, "Curt Ficcions"-2002, Barcelona. Premio "Onofre", a la mejor actriz, (VIII Festival Ibérico de cine-2002).
- La envidia del ejército nipón, de Miguel del Arco. Kamikaze producciones.
- El Puzzle, de Belén Macías. premio Onofre a la mejor actriz (VII Festival Ibérico de Cine-2001).

### Televisión
- Los jinetes del alba, Vicente Aranda. (1990)
- Oh, España (1996), J. Lluis Bozzo - Lluis M. Güell.
- Los bosques de Nyx, Miguel Bosé.
- Tocao del ala (1997-1998), Lluis M. Guëll.
- Ambiciones (1998) J. Segura, Gormezano,...
- El hermano pequeño, Enrique Urbizu. (Serie Pepe Carvalho)
- Un chupete para ella, Julio Sánchez Valdés. (1999-2000)
- Hospital Central (2001) Javier Pizarro.
- Un lugar en el mundo (2003), Belén Macías – Jorge Torregrosa.
- El comisario, Ignacio Mercero. (2004-2002).
- Majoria absoluta, Joaquín Oristrell – Sonia Sánchez.
- Temps de silenci, J. Segura, E. Banqué.
- Gossos, Romá Guardiet.
- Abuela de verano (2005).
- Flores muertas, Joaquín Llamas.
- La vida aquí, Jesús Font.
- Círculo rojo (2007).
- Hermanos y detectives Prod. Cuatro Cabezas, (2008)
- Pelotas, José Corbacho - Juan Cruz (2009-2010). Nominada mejor actriz secundaria "Premios Unión de Actores 2010".
- Homicidios (2011)
- La Bella y la Bestia, Alberto R. Rojo. (2012)
- El don de Alba, Belén Macias. (2012)
- Mi gitana , Alejandro Bazzano. (2012) Como Encarna Sánchez.
- La Riera, como Esteve Rovira (2013).
- Cuéntame un cuento: La bella y la bestia (2014) como Adela.
- Los misterios de Laura (capítulo 28) (2014) Como Helena Huarte.
- El Príncipe José R. Paino. (2014-2016) como Carmen Salinas.
- El Caso: Crónica de sucesos (2016) como Margarita Moyano.
- Sé quién eres (2017) como Jueza Pilar Muñoz.
- Sabuesos (2018) como Juana.
- La caza (2020).

## Obras de teatro
- Un enemic del poble, Miguel del Arco. Teatre Lliure. (2014)
- Cuatro mujeres de Calderón (lectura dramatizada), Ferran Rañé/Blanca Apilánez
- Antígona,  Francisco Suárez. Festival de Teatro de Mérida.
- Los malcasados de Valencia, Luis Blat. C.N.T. Clásico.
- Fuenteovejuna, Adolfo Marsillach (C.N.T. Clásico).
- Viento es la dicha de amor, Juanjo Granda.
- Coches abandonados, Javier Makua.
- Los siete contra Tebas, Francisco Suárez.
- Raquel, Francisco Suárez.
- El vergonzoso en palacio, Adolfo Marsillach (C.N.T. Clásico).
- El alcalde de Zalamea, José Luis Alonso (C.N.T. Clásico).
- La Celestina, Adolfo Marsillach (C.N.T. Clásico).
- Ligazón, Luis Blat.
- Cosas de papá y mamá, Manuel Canseco.
- Americania (comedia musical), Susana Larregui.
- No hay burlas con el amor, Manuel Canseco.
- Las Tesmoforias, Manuel Canseco.
- Caballito del diablo, Angel Ruggero.
- Retrato de niño muerto, Luis Vera.
- Yvonne, princesa de Borgoña, Luis Vera.